# She Will Never Know
She Will Never Know è un cortometraggio muto del 1913. Il nome del regista non appare nei credit del film che aveva come interpreti R. Henry Grey, Billie West e George Field.

## Trama
Il padre di Gracia, pur di raggiungere la ricchezza, è disposto a tutto, anche ad appiccare un incendio. Ma l'uomo è costretto a fuggire, abbandonando la figlia che cresce senza di lui. Errabondo, torna a casa solo molti anni dopo. Ignara, Gracia non riconosce in quel relitto umano suo padre, mentre il fidanzato della ragazza ne scopre l'identità, ma tace. E quando il vecchio se ne va, il giovane tiene il segreto per sé.

## Produzione
Il film fu prodotto dall'American Film Manufacturing Company.

## Distribuzione
Distribuito dalla Mutual Film, il film - un cortometraggio in una bobina - uscì nelle sale cinematografiche USA il 26 luglio 1913.